# Psilí Koryfí
Psilí Koryfí är en bergstopp i Grekland.   Den ligger i prefekturen Nomós Aitolías kai Akarnanías och regionen Västra Grekland, i den centrala delen av landet, 250 km väster om huvudstaden Aten. Toppen på Psilí Koryfí är 1 454 meter över havet, eller 57 meter över den omgivande terrängen. Bredden vid basen är 0,63 km.
Terrängen runt Psilí Koryfí är bergig åt sydväst, men åt nordost är den kuperad. Runt Psilí Koryfí är det ganska glesbefolkat, med 24 invånare per kvadratkilometer. Närmaste större samhälle är Amfilochía, 17,4 km nordost om Psilí Koryfí. Trakten runt Psilí Koryfí består till största delen av jordbruksmark.